# Стоєшин-Перший
Стоєшин-Перший (пол. Stojeszyn Pierwszy) — село в Польщі, у гміні Модлібожиці Янівського повіту Люблінського воєводства.
Населення — 386 осіб (2011).
У 1975-1998 роках село належало до Тарнобжезького воєводства.

## Демографія
Демографічна структура станом на 31 березня 2011 року:
|          | Загалом | Допрацездатний вік | Працездатний вік | Постпрацездатний вік |
| -------- | ------- | ------------------ | ---------------- | -------------------- |
| Чоловіки | 206     | 45                 | 140              | 21                   |
| Жінки    | 180     | 36                 | 94               | 50                   |
| Разом    | 386     | 81                 | 234              | 71                   |